# Melantho (Tochter des Dolios)
Melantho (altgriechisch Μελανθώ Melanthṓ) ist eine Figur der griechischen Mythologie.
Sie wird in der Odyssee als eine der zwölf treulosen Mägde der Königin Penelope genannt. Ihr Name hängt möglicherweise mit dem griechischen Wort μέλας mélas, deutsch ‚schwarz‘ zusammen.
Melantho ist die Tochter des Dolios, der als Gärtner am Hofe des Königs von Ithaka, Odysseus, tätig ist, und die Schwester des Ziegenhirten Melanthios. Seit ihrer Kindheit lebt sie am Hofe und wird als eine der Lieblingsmägde Penelopes genannt, die sie so gut behandelt, als sei sie ihre eigene Tochter. Als Penelope während der langjährigen Abwesenheit ihres Gemahls Odysseus von Freiern bedrängt wird, schlägt sich Melantho, die als ein schönes Mädchen mit einer scharfen Zunge beschrieben wird, jedoch – wie auch ihr Bruder Melanthios – auf die Seite der Freier und wird die Geliebte des Eurymachos.
Penelope glaubt nach wie vor an die Rückkehr ihres Gemahls und versucht, Zeit zu gewinnen, indem sie ein Leichentuch webt und den Freiern mitteilt, sie werde erst nach der Fertigstellung des Tuches einen neuen Gemahl auswählen. Was sie tagsüber gewoben hat, löst sie jedoch nachts heimlich wieder auf. So gelingt es ihr, die Freier über drei Jahre lang hinzuhalten, bis Melantho den Freiern das Vorgehen ihrer Herrin verrät. Daraufhin wollen die Freier nicht länger auf eine Vermählung Penelopes mit einem Werber aus ihren Reihen warten.
Als Odysseus nach Ithaka zurückkehrt und als Bettler verkleidet unerkannt in der Halle des Palastes übernachtet, beschimpft und verhöhnt ihn Melantho – er solle doch draußen übernachten und nicht in einem Palast, in dem sich so viele edle Männer aufhalten.
Nachdem Odysseus wenige Tage später die Freier mit Hilfe seines Sohnes Telemachos, des Kuhhirten Philoetios und des Schweinehirten Eumaios getötet hat, ereilt auch Melantho ihre Strafe: Sie muss zusammen mit den elf anderen treulosen Mägden die Leichen der Freier nach draußen vor den Palast tragen und die Halle, in der sich Odysseus blutig an den Freiern gerächt hat, reinigen. Danach wird sie zusammen mit den elf anderen von Telemachos, Philoitios und Eumaios im Hof des Palastes aufgehängt.

## Rezeption in der Kunst
In dem 1968 gedrehten Film L’Odisseia (Die Odyssee) von Franco Rossi wurde die Rolle der Melantho von Andrea Šarić gespielt.
Im Fernsehfilm Die Abenteuer des Odysseus (1997) tritt die Magd als Melante auf und wird von Julia Ziffer gespielt.

## Nachweise
1. ↑  Homer, Odyssee 18,320–325
2. ↑  Homer, Odyssee 19,65–69
3. ↑  Homer, Odyssee 22,465–473